# Шварцман, Олег Сергеевич
Олег Сергеевич Шварцман (род. 23 сентября 1972, Уфа) — предприниматель, совладелец и президент финансово-промышленной группы «Финансгрупп». Директор по финансам и экономике общероссийской общественной организации «Союз социальной справедливости России». Кандидат философских наук. С марта по ноябрь 2007 года входил в высший совет партии «Гражданская сила», в декабре 2007 года баллотировался от партии в депутаты Государственной Думы РФ пятого созыва. В ноябре 2007 года первым обнародовал идею «бархатной реприватизации» в России.

## Биография
Олег Сергеевич Шварцман родился 23 сентября 1972 года в Уфе — столице Башкирской АССР. По его собственным словам, детство Шварцман провел на Кавказе. Вместе с родителями он жил в Кисловодске.
В 1988 году Шварцман уехал за границу — в Улан-Батор, столицу Монгольской Народной Республики. В Монголии сверстники прозвали его Кислым за то, что он приехал из Кисловодска. В 1988—1989 годах Шварцман учился в школе № 14, а в 1989—1992 годах — на биологическом факультете Монгольского государственного университета. Также известно, что Шварцман был вожатым в пионерском лагере «Дружба», созданном для детей советских специалистов.
Вернувшись в Россию, в 1992 году (по другим сведениям, в 1991 году) Шварцман перевелся из улан-баторского МГУ на биологический факультет Московского государственного университета имени Ломоносова. Учился на кафедре генетики, но, по словам одного из его однокурсников, в отличие от большинства студентов биофака, Шварцман не сидел до полуночи в лаборатории за написанием диплома.
Значительную часть времени Шварцман проводил на химическом факультете и факультете журналистики МГУ, учился во Всероссийском государственном институте кинематографии и в Московском государственном академическом художественном институте. Известно, что Шварцман играл в Студенческом театре МГУ. На биологическом факультете МГУ его знали многие студенты. В середине 1990-х годов он вместе с директором киноклуба «Кадр» МГУ Андреем Васильевым вел первый конкурс «Мисс Биофак», на котором переодетый женщиной Артем Мельников взял Шварцмана в партнеры. Когда один из студентов усомнился в том, что спутница Шварцмана — женщина, тот вызвал его на дуэль за оскорбление дамы. Поединок не состоялся благодаря вмешательству Васильева. По словам однокурсника Шварцмана, все это было шуткой, но «рожи у всех были серьезные, и сторонний человек такой биофаковский юмор бы не понял». На третьем курсе Шварцман вместе с двумя другими студентами был отчислен с военной кафедры за «ведение подрывной деятельности».
В итоге Шварцман окончил МГУ не в 1995 году вместе со своим курсом, а в 1996 году. При этом, по некоторым сведениям, биологический факультет он закончил формально, так как свой диплом писал на химическом факультете. После этого Шварцман остался в МГУ — поступил в аспирантуру философского факультета, окончил её в 1999 году и получил ученую степень кандидата философских наук. По некоторым сведениям, до 2002 года Шварцман числился по месту проживания в одном из общежитий МГУ.
Точно не известно, когда Шварцман занялся бизнесом. В 1994 году Шварцман занялся организацией мобильных автозаправочных станций. То есть в определённом месте Москвы устанавливался топливозаправщик, где автовладельцы могли заправить бензином свой автомобиль. Согласно одним данным, с 1996 года он стал работать с венчурными проектами. По другим сведениям, в 1998 году Шварцман организовывал дискотеки и выпускные вечера для школьников. Причем уже тогда он якобы «любил бравировать своими связями в спецслужбах». В 2003 году Шварцман приходил в избирательный штаб партии «Яблоко» и предлагал организовывать концерты и массовые мероприятия. От его услуг тогда отказались, заподозрив жульничество.
Согласно информации, приведенной самим Шварцманом, он был владельцем и руководителем ряда фирм, занимавшихся рекламным бизнесом, маркетингом, организацией массовых мероприятий, производством товаров повседневного спроса и предоставлением финансовых услуг в сферах доверительного управления, инвестиций и страхования. В частности, он возглавлял компании Credit-Shop, «Гринспейс» (Green Space), Немо Хелскеа груп (Nemo Healthcare group) и созданное в 1999 году производственное кондитерское предприятие «Факел-Дизайн», производившее витаминизированные батончики «Капитан Сильвер», «Пульсар» и «Гематоген Супер». Сайты ещё трех компаний Шварцмана — «Финанстраст» (Finanstrust), «Мегаинвест» (Megainvest) и «Финансгрупп» (Finansgroup) — можно было найти в интернете по одному и тому же доменному имени (finansgroup.ru).
По некоторым сведениям, ООО «Финансгрупп» было создано в октябре 2002 года. Его учредителями выступили Шварцман, его жена Ольга и Денис Борисович Севидов — некий бизнесмен из Липецка. В апреле 2003 года компания с уставным фондом в 1 миллион рублей получила лицензию ФКЦБ на осуществление брокерской и дилерской деятельности, занялась управлением на рынке ценных бумаг и прямыми инвестициями. По данным на апрель 2005 года, среди учредителей «Финансгрупп» числилось ООО «Немо групп», которую, в свою очередь, основал Севидов вместе с Олегом Сергеевичем и Михаилом Сергеевичем Шварцманами.
Не позже чем летом 2006 года Шварцман, в роли президента финансово-промышленной группы «Финансгрупп», предложил потенциальным инвесторам безрисковую стратегию «Двух концов». Предварительно уточнив, что «согласно действующему законодательству, мы не можем никому и ничего гарантировать и обещать, особенно какие-то там проценты по вкладам», Шварцман сообщил, что по итогам 2005 года совокупный оборот компании превысил 127 миллионов долларов, а средняя доходность фондов доверительного управления инвестиционной компании «Финансгрупп» была на уровне «двух концов» (ста процентов). Он предлагал инвесторам вложить свои средства в один из трех различных фондов сроком на 6-36 месяцев. Минимальная сумма инвестиций составляла 10 тысяч долларов, максимальная «рекомендуемая» — 250 тысяч долларов. Доходность варьировалась от 75 до 100 процентов. Фонды доверительного управления «Финансгрупп» занимались инвестированием средств в ценные бумаги, столичную коммерческую недвижимость, а также торговые и концессионные операции с природными ресурсами (нефть, газ, металлы, драгоценные камни). Шварцман призвал вкладчиков доверить его компании свой «КОНЕЦ, чтобы спустя некоторое время мы, пунктуально и аккуратно, вернули Вам ДВА».
В 2007 году приводились примеры двух успешных проектов Шварцмана. Доходность первого, связанного с биологическими активными добавками, составила 200 процентов. Второй оказался нефтегазовым проектом, основанным на военно-промышленных технологиях миасского конструкторского бюро имени Макеева, расположенного в Челябинской области. Он завершился созданием и продажей установки по прямогонной дистилляции бензина.
В мае 2007 года управляющая компания ЗАО «Финанстраст» (дочерняя компания «Финансгрупп»), в которой Шварцман занимал должность председателя совета директоров, выиграла конкурс на управление частью средств ОАО «Российская венчурная компания» (РВК). Министр экономического развития и торговли Герман Греф назвал также двух других победителей. Ими оказались ЗАО «ВТБ Управление активами» и ООО «Биопроцесс Кэпитал Партнерс» (Bioprocess Capital Partners, BCP). РВК должна была предоставить ЗАО «Финанстраст» 980 миллионов рублей, ещё 2 миллиарда рублей должен был инвестировать партнер управляющей компании Шварцмана — один из крупнейших израильских венчурных фондов «Тамир Фишман» (Tamir Fishman). По некоторым сведениям, своей победой в конкурсе смешанная российско-израильская группа была не в последнюю очередь обязана личной рекомендации члена совета директоров РВК Игаля Эрлиха, который ранее был организатором аналогичной израильской венчурной программы «Йозма».
С российской стороны управляющую компанию «Финанстраст» представляли четыре организации: возглавляемые Шварцманом «Финансгрупп» и «Социальные инвестиции», а также «Тонап» и «Регионгазфинанс»; с израильской — «Тамир Фишман Венчурс» (Tamir Fishman Ventures), инвестиционное подразделение американо-израильской компании «Тамир Фишман». При этом среди будущих инвесторов в российские венчурные проекты присутствовали компании «Тамир Фишман» (25 миллионов долларов), «Финансгрупп» (15 миллионов долларов), «Талисман» (10 миллионов долларов), ЗАО «Русская нефтяная группа» (10 миллионов долларов) и международная инвестиционная компания «Калберстон Инвестмент» (5 миллионов долларов). По некоторым данным, Шварцман, помимо прочего, являлся руководителем как «Талисмана», так и «Русской нефтяной группы». В сентябре 2007 года появились сведения, что учредителями «Финанстраста» были пять возглавляемых Шварцманом компаний: «Немо груп», «Финансгрупп», «Немо Хелскеа», «Гринспейс» и «Мегаинвест».
С 2004 года Шварцман работал в общероссийской общественной организации помощи и содействия инвалидам и лицам, нуждающимся в социальной защите «Союз социальной справедливости России» (СССР). Организация была создана в 2004 году, после того как президент России Владимир Путин заявил, что большой бизнес должен нести социальную ответственность. Шварцман, по его собственным словам, «всегда отвечал за экономику и финансы и финансировал организацию».
В июле 2005 года Шварцман в качестве директора по финансам и экономике «Союза социальной справедливости России» вошел в состав Совета по инвестированию накоплений для жилищного обеспечения военнослужащих при правительстве РФ.
В декабре 2006 года Шварцман оказался среди награждённых памятными медалями, благодарностями и грамотами МВД России. В здание Главного командования Внутренними войсками МВД было приглашено руководство «Союза социальной справедливости России», а также большая группа сотрудничающих с ним представителей социально ориентированного бизнеса и строительного комплекса Москвы. В отличие от генерального директора Союза и двух его заместителей, Шварцман был представлен к награде как генеральный директор ООО «Социальные инвестиции».
В 2006 году Шварцман одновременно стал аспирантом Российской академии государственной службы и научным сотрудником Государственного астрономического института имени Штернберга, где ранее работал его более известный в научных кругах однофамилец Виктор Шварцман, который занимался проблемой поиска внеземных цивилизаций и одним из первых предложил метод обнаружения «черных дыр». Помимо астрономии, Олег Шварцман интересовался йогой, восточной философией и религией.
Шварцман не был публичным человеком, его имя, за редкими исключениями, практически не появлялось в прессе. В июле 2004 года он принял участие в закрытом заседании клуба Российского еврейского конгресса «Конгрессмен». Члены клуба и гости, среди которых были бывший министр иностранных дел и старший партнер компании Global Strategic Ventures Андрей Козырев, заместитель председателя правления РАО «ЕЭС России» Яков Уринсон и представитель правительства в Конституционном суде РФ Михаил Барщевский, обсуждали единственную тему — «Качество и стиль жизни». Шварцман, расположившийся за столиком секции «Бизнес-услуги», был одним из основных докладчиков заседания. По словам светского обозревателя «Известий», его слова были «так научны, что процитировать их без адаптации невозможно». По подсчетам Шварцмана, около тысячи семисот состоятельных соотечественников в совокупности были готовы тратить на развлечения более десяти миллиардов долларов. При этом он «уже был готов достать из кармана поименный список», но его остановил ведущий заседания Савик Шустер.
В марте 2007 года, будучи беспартийным, Шварцман вошел в состав высшего совета партии «Гражданская сила», председателем которого был Барщевский. В сентябре 2007 года Шварцман был выдвинут партией кандидатом в депутаты Государственной Думы РФ пятого созыва. Он возглавил региональный список № 39 (Воронежская область — Павловская). В октябре 2007 года Шварцман был зарегистрирован кандидатом в депутаты.
Согласно данным, которые в 2007 году были предоставлены Центральной избирательной комиссии РФ, Шварцману принадлежали по половине двух московских и одной подмосковной квартир. У него не было ни одного гаража, но имелись шесть легковых автомобилей: Volvo V40 (1998 года выпуска), Ford Excursion (2000), Chevrolet Avalanche (2001), BMW 760 (2003), Land Rover (2005), Range Rover (2006). Седьмой автомобиль, Volvo XC90 (2004), принадлежал ему лишь наполовину.
Кроме того, Шварцман владел долями в нескольких компаниях. У него были по 51 проценту акций ООО «Немо Груп» и ООО «Гринспейс», по 50 процентов акций ООО «Мегаинвест» и ООО «Продвинутая волна», 34 процента акций ООО «Русская энергетическая компания», 26 процентов акций ООО «Русоргтех», 25 процентов (25 штук) акций ЗАО «Русская нефтяная группа», 20 процентов (20 штук) акций ЗАО «Конгрессмен» и 18 процентов акций ООО «Социальные инвестиции». Шварцман владел лишь 20 процентами акций ООО «Финансгрупп» (по данным «Коммерсанта» — 30,2 процента акций). При этом Шварцман возглавлял большинство из вышеназванных компаний.
В качестве основного места работы и источника дохода Шварцман указал «Союз социальной справедливости России», в котором он заработал 92 тысячи 500 рублей. Однако в ходе проверки предоставленных сведений выяснилось, что, по данным ФНС России, Шварцман умолчал о 65 тысячах 432 рублях 53 копейках, заработанных им в ООО «Финансгрупп». На банковских счетах у него было около 9 миллионов рублей.
В ноябре 2007 года Шварцман первым обнародовал идею «бархатной реприватизации» в России. Его интервью было опубликовано в газете «Коммерсант» перед самыми парламентскими выборами — 30 ноября 2007 года, накануне «дня тишины», когда была запрещена всякая агитация.
В интервью, озаглавленном «Партию для нас олицетворяет силовой блок, который возглавляет Игорь Иванович Сечин», Шварцман, согласно подзаголовку, поведал «о новых добровольно-принудительных способах консолидации активов в руках государства».
Сначала Шварцман рассказал о выигранном в мае 2007 года венчурном конкурсе и планах по созданию пяти фондов: одного вместе с РВК и пяти региональных. Далее в интервью он заявил, что его финансово-промышленная группа «Финансгрупп» владеет и управляет активами, совокупная стоимость которых оценивается примерно в 3,2 миллиарда долларов. При этом данные активы якобы опосредованно принадлежат некоторым политическими фигурам: «Это не руководство администрации президента, это члены их семей, высокопоставленные люди. Есть и „физики“ — физические лица, все близкие, фээсбэшники или эсвээровцы», — заявил бизнесмен.
В ответ на вопрос корреспондента «Коммерсанта» о политических связях Шварцман рассказал об организации «Союз социальной справедливости России», призванной, по решению «коллег из ФСБ», «Ходорковских всяких наклонять, нагибать, мучить, выводить на социальную активность». Предприниматель подчеркнул, что среди попечителей этой организации есть все силовые министерства: Минобороны, МВД и МЧС.
По словам Шварцмана, именно ему был доверен поиск финансирования социальных проектов, которые в основном приходились на те же силовые министерства. Для получения необходимых денег была разработана концепция, которая подразумевала «создание партнерства с теми объектами, которые ранее предполагалось нагибать и наклонять». В качестве примера Шварцман привел «Русскую нефтяную группу». Последняя якобы появилась в результате альянсов с «Роснефтью», ТНК и «Лукойлом», которые отдали компании часть сбыта.
Также Шварцман заявил, что на основе одной из структур, в развитии которой он принимает участие, в скором времени будет создана государственная корпорация «Социальные инвестиции». Её финансирование будет основано на научно разработанной концепции «бархатной реприватизации», в создании которой принимали участие представители Российской академии государственной службы и Академии народного хозяйства. Под «бархатной реприватизацией» подразумевалось рыночное поглощение стратегических (бюджетообразующих или градообразующих) активов в дотационных регионах. Именно эти активы планировалось перевести на баланс структуры, которая должна была стать государственной корпорацией.
Когда корреспондент предположил, что Шварцман получил нечто вроде «мандата на рейдерство с использованием силового фактора», предприниматель категорически заявил, что этот механизм не является рейдерством. По словам Шварцмана, речь шла не о присвоении предприятий, а лишь о минимизировании их стоимости (правда, с помощью добровольно-принудительных инструментов) и последующем выкупе по нижней планке рыночной стоимости.
Кроме того, Шварцман рассказал о планах по привлечению «невостребованных ресурсов» — шестисот тысяч ветеранов МВД, бывших сотрудников ОБЭП и РУБОП, которые будут вести «пристальную аналитическую работу — какие предприятия, в каком регионе, в какой стадии корпоративных отношений находятся». По словам Шварцмана, глава совета ветеранов МВД генерал-полковник в отставке Иван Шилов одобрил программу создания самого мощного в стране коллекторского агентства, которое должно будет заняться профилактикой финансовых правонарушений (проблемой невозврата кредитов). При этом подобную задачу, по словам Шварцмана, перед ним поставил силовой блок, возглавляемый заместителем руководителя администрации президента России Игорем Сечиным. При этом прямых контактов с последним у предпринимателя нет, «передаточным звеном» для него служит депутат Госдумы и президент совета Союза героев России Валентин Иванович Варенников.
Напоследок Шварцман сообщил, что его компания не очень серьезно относится к венчурному инвестированию: «Венчур для нас ягодки-цветочки». К данному проекту он присоединился лишь из-за того, что государство поставило задачу «развивать инновационный сегмент, делать Россию из сырьевого придатка прогрессивной инновационной державой».
Опубликованное интервью Шварцмана стало одним из самых обсуждаемых в российском сегменте интернета, а ряд крупных предпринимателей признали его слова похожими на правду.
В день публикации интервью, 30 ноября 2007 года, Шварцман был исключен из состава высшего совета партии «Гражданская сила» решением председателя федерального политического совета партии Александра Рявкина, принятым по ходатайству Барщевского. Руководство партии объяснило свои мотивы. Шварцман был исключен за то, что считает «государственное рейдерство нормальным явлением» и практикует «подобную деятельность». При этом предприниматель остался кандидатом в депутаты от «Гражданской силы». По итогам парламентских выборов, состоявшихся 2 декабря 2007 года, партия набрала всего 1,05 процента голосов избирателей и не преодолела избирательный барьер.
Уже после выборов, 4 декабря 2007 года, упомянутый в интервью Варенников заявил, что никогда не имел никаких дел со Шварцманом. Зато генерал подтвердил, что общался с руководителем «Союза социальной справедливости России» Евгением Викторовичем Шаховым по поводу участия организации в подготовке празднования 60-летия победы в Великой Отечественной войне. Кроме того, Варенников сообщил, что возглавляемая им Международная лига защиты человеческого достоинства и безопасности находилась в одном здании с «Союзом социальной справедливости России», расположенном по адресу Красная площадь, дом 5. Кстати, там же располагался и офис «Финансгрупп».
Затем стало известно, что «Тамир Фишман», РВК и Европейский банк реконструкции и развития объявили о приостановке деятельности по формированию венчурного фонда «Тамир Фишман Раша». Официально причиной стали существенные разногласия между компанией «Тамир Фишман» (основного акционера) и миноритарными акционерами управляющей компании фонда «Финанстраст». Эксперты в один голос связали разрыв сделки со скандальным интервью Шварцмана.
В тот же день, 4 декабря 2007 года, в прямом эфире радиостанции «Эхо Москвы» Шварцман заявил, что текст его интервью корреспонденту «Коммерсанта» подвергся литературной правке, исказившей общий смысл сказанного. Он обвинил издание в том, что его стали называть государственным рейдером и «пылесосом Сечина».
После того как Шварцман публично опроверг опубликованное с ним интервью, издательский дом «Коммерсант» объявил о намерении подать иск о защите деловой репутации в адрес предпринимателя. Более того, на официальном сайте издания были выложены фрагменты аудиозаписи и копии заверенных Шварцманом страниц интервью.
Выступая в эфире радиостанции «Эхо Москвы», Шварцман решил прибегнуть к сетевому жаргону, предложив «выпить йаду» взявшему у него интервью корреспонденту «Коммерсанта». Однако в издательском доме эту угрозу восприняли буквально и заявили, что, возможно, обвинят Шварцмана в попытке доведения до самоубийства заместителя начальника отдела экономполитики Максима Кваши.
19 декабря 2007 года в интервью британской газете The Financial Times, комментируя скандальную публикацию «Коммерсанта», Шварцман назвал себя «заложником» ситуации, которая «использовалась для дискредитации силовых министерств». При этом своё интервью российскому изданию он назвал «элементом внутренней клановой борьбы».
20 декабря 2007 года Шварцман вместе с Алексем Митрофановым, одним из бывших лидеров ЛДПР, выступил на специально организованной пресс-конференции. Они заявили о создании дискуссионного клуба для российского и западного экспертного сообщества, в котором будут обсуждаться вопросы российской экономики и бизнеса. По словам Шварцмана, организация будет именоваться «Прозрачной Россией», Митрофанов же предложил два других рабочих названия клуба — «Бархатная реприватизация» и «Шварцмановский форум». При этом в ходе пресс-конференции Шварцман заявил, что в своих прежних выступлениях, говоря о «бархатной реприватизации», он, в первую очередь, подразумевал необходимость прозрачности, открытости и эффективности на государственных предприятиях.
В тот же день Шварцман и генеральный директор издательского дома «Коммерсант» Демьян Кудрявцев заявили, что не намерены подавать друг против друга судебные иски.
28 декабря 2007 года ФГУП «Рособоронэкспорт» подало в Арбитражный суд Москвы иск о защите деловой репутации к Шварцману и издательскому дому «Коммерсант». В опубликованном в конце ноября 2007 года интервью глава «Финансгрупп» заявил, что концепция «бархатной реприватизации» разрабатывалась в том числе и в интересах «Рособоронэкспорта». В тот момент, когда корреспондент «Коммерсанта» брал интервью у Шварцмана, ФГУП возглавлял Сергей Чемезов, который незадолго до скандальной публикации стал руководителем государственной корпорации «Ростехнологии». Новым генеральным директором «Рособоронэкспорта» стал Анатолий Исайкин. 10 января 2008 года стало известно, что ФГУП «Рособоронэкспорт» намерено взыскать со Шварцмана 50 миллионов рублей, а с издательского дома «Коммерсант» — 30 миллионов рублей. Интересы «Росборонэкспорта» в данном деле представлял адвокат Анатолий Кучерена. В мае того же года Арбитражный суд Москвы обязал «Коммерсант» опровергнуть опубликованные в интервью Шварцмана сведения, порочащие «Рособоронэкспорт». Кроме того, суд решил взыскать с издательского дома «Коммерсант» 20 тысяч рублей, а со Шварцмана — 30 тысяч рублей за нанесенный компании репутационный ущерб.
Шварцман женат. Помимо русского, он владеет английским языком.
Кроме упомянутых в представленных в ЦИК документах, Шварцман, по некоторым сведениям, владеет долями и возглавляет ещё несколько компаний: ООО «Русская алмазная группа», ООО «Русские алмазы», ЗАО «Финансовый страховой брокер», АОЗТ «Технострой», ЗАО «Главреклама» и ООО «Талисман».
Отец предпринимателя, Сергей Яковлевич Шварцман, по крайней мере с 2005 года пытается продать свой бизнес в Кисловодске. В августе 2005 года он предложил купить за 500 тысяч долларов находившуюся в его собственности производственную базу, специализирующейся на обработке и производстве изделий из дерева и металла. Этим бизнесом Сергей Шварцман занимался начиная с 1991 года и решил продать своё дело в связи с переездом на другое место жительство, судя по оставленному контактному телефону — в Москву. В ноябре 2006 года он поднял цену до 600 тысяч евро, а в ноябре 2007 года — до 700 тысяч евро.
Кроме того, в сентябре 2006 года Сергей Шварцман пытался продать за 100 тысяч долларов кафе с бильярдным залом, также расположенное в Кисловодске. В ноябре 2007 года он разместил объявление о продаже производственных помещений ЗАО «Йошкар-Олинский инструментальный завод» по цене 250 долларов за квадратный метр. В декабре 2007 года, через несколько дней после скандального интервью его сына, объявление о продаже того же объекта было размещено уже от лица Александра Кузнецова (правда, был указан прежний контактный адрес электронной почты). За производственные площади, которые можно было переоборудовать под торговые и офисные помещения, продавец хотел выручить 5 миллионов 700 тысяч долларов или 150 миллионов рублей. Такая же сумма, по некоторым сведениям, была в уставном фонде выигравшего венчурный конкурс ЗАО «Финанстраст».